# Llista de medallistes olímpics de tennis de taula
Aquesta és una llista dels medallistes olímpics de tennis de taula:

## Medallistes

### Programa actual

#### Categoria masculina

##### Individual
| Edició         | Or              | Argent               | Bronze             |
| 1988 Seül      | Yoo Nam-Kyu     | Kim Ki-Taik          | Erik Lindh         |
| 1992 Barcelona | Jan-Ove Waldner | Jean-Philippe Gatien | Kim Taek-Soo       |
| 1992 Barcelona | Jan-Ove Waldner | Jean-Philippe Gatien | Ma Wenge           |
| 1996 Atlanta   | Liu Guoliang    | Wang Tao             | Jörg Roßkopf       |
| 2000 Sydney    | Kong Linghui    | Jan-Ove Waldner      | Liu Guoliang       |
| 2004 Atenes    | Ryu Seung Min   | Wang Hao             | Wang Liqin         |
| 2008 Pequín    | Ma Lin          | Wang Hao             | Wang Liqin         |
| 2012 Londres   | Zhang Jike      | Wang Hao             | Dimitrij Ovtcharov |
| 2016 Rio       | Ma Long         | Zhang Jike           | Jun Mizutani       |

##### Equips
| Edició       | Or                                             | Argent                                                 | Bronze                                                    |
| 2008 Pequín  | R.P. de la XinaMa Lin · Wang Hao · Wang Liqin  | AlemanyaTimo Boll · Dimitrij Ovtcharov · Christian Süß | Corea del SudOh Sang-Eun · Ryu Seung Min · Yoon Jae-Young |
| 2012 Londres | R.P. de la XinaWang Hao · Zhang Jike · Ma Long | Corea del SudOh Sang-Eun · Joo Se-Hyuk · Ryu Seung-Min | AlemanyaTimo Boll · Dimitrij Ovtcharov · Bastian Steger   |
| 2016 Rio     | R.P. de la XinaMa Long · Xu Xin · Zhang Jike   | JapóKoki Niwa · Jun Mizutani · Maharu Yoshimura        | AlemanyaBastian Steger · Dimitrij Ovtcharov · Timo Boll   |

#### Categoria femenina

##### Individual
| Edició         | Or           | Argent       | Bronze        |
| 1988 Seül      | Chen Jing    | Li Huifen    | Jiao Zhimin   |
| 1992 Barcelona | Deng Yaping  | Qiao Hong    | Li Bun-Hui    |
| 1992 Barcelona | Deng Yaping  | Qiao Hong    | Hyun Jung-Hwa |
| 1996 Atlanta   | Deng Yaping  | Chen Jing    | Qiao Hong     |
| 2000 Sydney    | Wang Nan     | Li Ju        | Chen Jing     |
| 2004 Atenes    | Zhang Yining | Kim Hyang-Mi | Kim Kyung-Ah  |
| 2008 Pequín    | Zhang Yining | Wang Nan     | Guo Yue       |
| 2012 Londres   | Xiaoxia Li   | Ning Ding    | Tianwei Feng  |
| 2016 Rio       | Ning Ding    | Xiaoxia Li   | Kim Song-i    |

##### Equips
| Edició       | Or                                                 | Argent                                            | Bronze                                                  |
| 2008 Pequín  | R.P. de la XinaGuo Yue · Wang Nan · Zhang Yining   | SingapurFeng Tianwei · Li Jiawei · Wang Yue Gu    | Corea del SudDang Ye-Seo · Kim Kyung-Ah · Park Mi-Young |
| 2012 Londres | R.P. de la XinaDing Ning · Li Xiaoxia · Guo Yue    | JapóAi Fukuhara · Sayaka Hirano · Kasumi Ishikawa | SingapurLi Jiawei · Feng Tianwei · Wang Yuegu           |
| 2016 Rio     | R.P. de la XinaLiu Shiwen · Ding Ning · Li Xiaoxia | AlemanyaHan Ying · Petrissa Solja · Shan Xiaona   | JapóAi Fukuhara · Kasumi Ishikawa · Mima Ito            |

### Programa eliminat

#### Categoria masculina

##### Dobles
| Edició         | Or                                           | Argent                                     | Bronze                                      |
| 1988 Seül      | R.P. de la Xina Chen Longcan · Wei Qingguang | Iugoslàvia Ilija Lupulesku Zoran Primorac  | Corea del Sud An Jae-Hyung · Yoo Nam-Kyu    |
| 1992 Barcelona | R.P. de la XinaLu Lin · Wang Tao             | AlemanyaSteffen Fetzner · Jörg Roßkopf     | Corea del SudKang Hee-Chan · Lee Chul-Seung |
| 1992 Barcelona | R.P. de la XinaLu Lin · Wang Tao             | AlemanyaSteffen Fetzner · Jörg Roßkopf     | Corea del SudKim Taek-Soo · Yoo Nam-Kyu     |
| 1996 Atlanta   | R.P. de la XinaLiu Guoliang · Kong Linghui   | R.P. de la XinaLu Lin · Wang Tao           | Corea del SudLee Chul-Seung · Yoo Nam-Kyu   |
| 2000 Sydney    | R.P. de la XinaWang Liqin · Yan Sen          | R.P. de la XinaLiu Guoliang · Kong Linghui | FrançaJean-Philippe Gatien · Patrick Chila  |
| 2004 Atenes    | R.P. de la XinaChen Qi · Ma Lin              | Hong KongKo Lai Chak · Li Ching            | DinamarcaMichael Maze · Finn Tugwell        |

#### Categoria femenina

##### Dobles
| Edició         | Or                                         | Argent                                 | Bronze                                   |
| 1988 Seül      | Corea del SudHyun Jung-Hwa · Yang Young-Ja | R.P. de la XinaChen Jing · Jiao Zhimin | Iugoslàvia Jasna Fazlić Gordana Perkučin |
| 1992 Barcelona | R.P. de la XinaDeng Yaping · Qiao Hong     | R.P. de la XinaChen Zihe · Gao Jun     | Corea del NordLi Bun-Hui · Yu Sun-Bok    |
| 1992 Barcelona | R.P. de la XinaDeng Yaping · Qiao Hong     | R.P. de la XinaChen Zihe · Gao Jun     | Corea del SudHyun Jung-Hwa · Hong Cha-Ok |
| 1996 Atlanta   | R.P. de la XinaDeng Yaping · Qiao Hong     | R.P. de la XinaLiu Wei · Qiao Yunping  | Corea del SudPark Hae-Jung · Ryu Ji-Hye  |
| 2000 Sydney    | R.P. de la XinaLi Ju · Wang Nan            | R.P. de la XinaSun Jin · Yang Ying     | Corea del SudKim Moo-Kyo · Ryu Ji-Hye    |
| 2004 Atenes    | R.P. de la XinaWang Nan · Zhang Yining     | Corea del SudLee Eun-Sil · Seok Eun-Mi | R.P. de la XinaGuo Yue · Niu Jianfeng    |